# Rauno Miettinen
Rauno Miettinen (* 25. května 1949 Kuopio) je bývalý finský sdruženář. Reprezentoval na čtyřech olympijských hrách, jeho největším sportovním úspěchem je stříbrná medaile z her v Sapporu v roce 1972. Vybojoval také tři stříbrné medaile na mistrovství světa, v roce 1978 v Lahti v individuálním závodě, v roce 1982 v Oslo a v roce 1984 v Rovaniemi v závodě družstev na 3×10 km.